# 蜘蛛人驚奇再起2：電光之戰
《蜘蛛人驚奇再起2：電光之戰》（英語：The Amazing Spider-Man 2，在部分地區稱為）是一部2014年美國超級英雄電影，由馬克·偉柏執導，並由傑夫·賓克納、亞歷·庫茲曼與罗伯托·奥利奇共同編寫劇本，劇情改編自漫威漫畫旗下超級英雄蜘蛛人。本片為2012年電影《蜘蛛人：驚奇再起》的續集，同時亦是蜘蛛人系列电影的第五部院線電影。本片由安德魯·加菲爾德、艾瑪·史東、傑米·福克斯、丹·德翰、科魯姆·費奧瑞、費莉絲蒂·瓊斯、保罗·吉亚玛提與莎莉·菲爾德等人主演。劇情講述「蜘蛛人」彼得·帕克（加菲爾德飾演）除了要維繫與女友關·史黛西（史東飾演）的感情外，還要面臨新反派電光人（福克斯飾演）的威脅。
本片的編劇作業自2011年3月開始，前作導演韋布和主演加菲爾德於2012年9月確認回歸。本片的主體拍攝於2013年2月4日至6月25日間進行，是首部全片都在美國紐約州取景的蜘蛛人電影。本片於2014年4月10日在英國倫敦的萊斯特廣場奧迪安電影院首映，並於同年5月2日在美國上映。該片所獲評價整體而言褒貶不一，影評人主要稱讚眾演員的演技、片中的視覺特效和配樂，但劇情、過多的反派和次要劇情線則遭到批評。本片的全球票房為7.09億美元，是2014年全球票房第九高的電影，但卻是史上票房最低的蜘蛛人真人電影。
索尼影視娛樂原先預期本片能促成一個電影宇宙的建立，並開始籌拍兩部續集和三部分拆電影（分別以猛毒、邪惡六人組和黑貓為主角），但由於索尼與漫威影業開始於2015年2月協議合作，讓蜘蛛人進入漫威電影宇宙，再加上本片評價不佳，導致所有續集與分拆電影皆遭取消，分拆電影的計劃後來被移至索尼影業蜘蛛人宇宙發展。

## 劇情
奧氏企業的科學家理查德·帕克在公司刪除所有關於蜘蛛基因工程的檔案，回家後錄下一段自錄像以解釋原因，隨後發現他的工作室遭到爆竊。理查德和妻子瑪莉把兒子彼得·帕克寄放在哥哥班·帕克和其妻子梅的家中，隨後搭乘私人飛機逃亡。在上傳自錄像等實驗筆記至一座伺服器時，飛機的副駕駛突然劫持飛機意圖阻止他，但理查德還是成功將資料上傳出去，而飛機隨後失控墜毀導致夫妻倆葬身火海。
現今長大成人的彼得成為紐約市英雄「蜘蛛人」，前去參加高中畢業典禮的路上，幫忙逮捕開卡車橫衝直撞的俄國強盜阿列克希·西賽維奇，並在路邊救下奧氏企業的電機工程師麥克斯·狄倫。畢業後，彼得和女友關·史黛西慶祝畢業時，基於對關已故的父親喬治發誓過的承諾，開始對他和關剛複合的感情捉摸不定，關因此正式跟彼得分手。與此同時，奧氏企業總裁諾曼·奧斯朋因絕症逝世，他將公司所有的事務存於一個工具盒，交付給繼承總裁位置的兒子兼彼得的兒時玩伴哈利·奧斯朋。哈利從父親臨終前的話裡得知自己也遺傳到家族絕症，且首個病徵正是出現在哈利這個歲數。
在工作和生活上處處遭人無視的麥克斯開始迷上營救過他的蜘蛛人，而在生日當晚被上司強行留下來修復電機，卻不慎誤觸高壓電線而掉進電鰻供電池中，遭遇強大電擊而淪為一具焦屍。奧氏企業副總裁唐諾·曼肯為了防止這宗意外損害到公司名聲，命令手下封鎖有關麥克斯的一切資訊。然而，麥克斯的焦屍因產生某種變異而於停屍間復活，變成一個藍色皮膚、血管通電的異能者。他來到時代廣場時因虛弱而開始汲取地下的電力，被警察發現後在街上造成大混亂。彼得迅速換裝來到現場而打算與他和平談判，但隨著市民們集體為蜘蛛人歡呼，讓麥克斯意識到自己對蜘蛛人而言無足輕重，一怒之下大肆破壞廣場。彼得利用消防隊的高壓水將其制伏，麥克斯被警察收押並關入收容異能者的雷文克勞夫精神病院，並遭受卡夫卡醫生的無情對待與實驗。
哈利努力查找資料企圖擺脫死亡厄運，斷言與蜘蛛基因成功結合的蜘蛛人之血液足以開發出他的救命解藥，在得知彼得為《號角日報》拍攝蜘蛛人的照片後希望能商量一番。彼得表面上答應哈利，但後來還是扮成蜘蛛人忍痛回絕他，僅因不想重演柯特·康納斯的悲劇。深感絕望的哈利後來被曼肯陷害而被革職，但他受秘書費莉西亞的提議而受啟發，前往雷文克勞夫精神病院釋放麥克斯並與他達成共識。受麥克斯的協助之下，哈利回到公司殺死保全隊長，持槍挾持曼肯進入企業底層的最高機密儲藏室，內部放置著多架先進武器，其中包括一架背包式的四條機械手以及一副鋼鐵翅膀。哈利注射某種黑色蜘蛛毒液後雖然治好病症，卻因為副作用而開始變異成類似“惡魔”的生物。曼肯趁機逃跑後，痛苦萬分的哈利緊急換上一件戰甲與配對的滑翔翼，使用戰甲的自癒功能才暫時穩定身體痛苦。
彼得得知關考上牛津大學而即將搬去英國，陷入低潮之下無意間發現父親理查遺留的一座廢棄地鐵站羅斯福（Roosevelt）的地點。透過車站隱藏的秘密實驗室中的電腦，彼得從父親死前上傳的自錄像中發現，理查當年拒絕為諾曼開發基因武器而受他陷害，才被迫丟下兒子逃亡，認為自己只要離世，研究就不會繼續下去。彼得瞬間領略到父親所受的冤屈後，同時結束心中多年的困擾。在關即將離開紐約之際，彼得在布魯克林大橋上用蜘蛛絲寫字表達對她的愛。彼得將關接到大橋頂端相擁，正式告別過去且決定跟隨關去英國。
麥克斯癱瘓奧氏電力公司的發電廠造成全市停電，打算證明現在的自己已立於頂點，獨自著裝前去的彼得來到發電廠與麥克斯決戰。正當彼得被電流困住時，及時來幫忙的關協助修好電源，使身上纏繞電線的麥克斯以過電流的形式被當場炸碎而亡。但麻煩剛結束，陷入喪心病狂的哈利搭乘滑翔翼飛到他們面前，看到關在場後意識到彼得就是蜘蛛人，為了報復彼得棄自己不顧，挾持關至鐘塔頂樓。彼得雖然擊敗哈利，卻沒來得及救下直墜地面的關，使她掉下去而不幸喪生，無助的彼得只能抱著死去摯愛而淚聲俱下。關的葬禮結束後，彼得責怪自己違背對喬治的承諾，生無可戀之下就此放棄蜘蛛人的身份。
五個月後，神秘老人葛斯塔夫·費爾斯去探望關在雷文克勞夫精神病院的哈利，問清楚儲藏室的其他內幕後，認為沒有蜘蛛人可以順利進行下一步。費爾斯釋出先前被彼得逮捕的阿列克希，並提供他一套犀牛鎧甲。阿列克希在紐約街頭大肆破壞，彼得卻在家無動於衷。當他收看之前錯過的關的畢業典禮演講，聽見她在演講中提醒所有人永遠不要放棄希望後，彼得重獲自信而穿上蜘蛛人戰服回到街道上，毫無畏懼地對抗直衝過來的阿列克希，並找到值得他去戰鬥的事物。

## 演員
- 安德魯·加菲爾德飾演彼得·帕克／蜘蛛人：普通高中生，在一次被具有放射性的實驗蜘蛛咬傷後獲得蜘蛛般的能力，並開始化身超級英雄「蜘蛛人」懲奸除惡。

加菲爾德表示，該片將深入彼得沒有雙親的主題，以及「他尋找並追尋目標的歷程」。他也在受訪時說，「在拍第一集時，我們有義務去翻新陶比·麥奎爾及山姆·雷米所合作的完美的《蜘蛛人》故事。但現在這個任務已經完成了，我們可以讓彼得·帕克有全新的發展」。年幼時的彼得由前作演員馬克斯·查爾斯繼續飾演。
- 艾瑪·史東飾演關·史黛西：彼得的高中同學兼初戀女友，身為奧氏企業（英语：Oscorp）的實習生，知情彼得的身份。

對於彼得和在該片裡的關係，史東表示，「關救彼得的次數比彼得救她的次數還多，是彼得的得力助手……他出力，她動腦」，並指出關在片中將變得「成熟」。製片人麥特·托馬赫表示，不同於之前都把焦點放在彼得身上的蜘蛛人電影，關在這部片中也扮演著舉足輕重的角色。
- 傑米·福克斯飾演麥克斯·狄倫／電光人：奧氏企業電機工程師，一名頭腦卓越卻毫無存在感的小人物，夢想能像蜘蛛人一樣受人關注與需要。麥克斯在意外掉進電鰻供電池後獲得超能力，但也變成蜘蛛人的敵人。

福克斯形容麥克斯是一位相當崇拜蜘蛛人的「小人物」。
- 丹·德翰飾演哈利·奧斯朋／綠惡魔：彼得的老同學，諾曼·奧斯朋的兒子，奧氏企業（英语：Oscorp）的繼承人。

在接受Comingsoon.net的採訪時，德翰被問到他和山姆·雷米執導的《蜘蛛人》三部曲中的哈利（詹姆斯·法蘭科飾演）會有什麼不同。對於這個問題，德翰回答道：「（……）詹姆斯·法蘭科有他自己的呈現方式，而我也將會用我自己的方式演出」。
- 科魯姆·費奧瑞飾演唐諾·曼肯（英语：Donald Menken）：奧式企業副總裁兼董事會會長，企圖取代哈利成為總裁。
- 費莉絲蒂·瓊斯飾演費莉西亞：諾曼·奧斯朋的助手，在諾曼死後改為擔任哈利的秘書[18][19]。
- 保罗·吉亚玛提飾演阿列克希·西賽維奇／犀牛人：一名喪心病狂的俄羅斯黑手黨份子，頭腦簡單，喜歡橫衝直撞。阿列克希後來得到哈利給的戰甲，成為「犀牛人」。

巧合的是，吉馬蒂曾於2011年3月在電視節目《康納秀》上表示他想在《蜘蛛人：驚奇再起》中飾演犀牛人。談到這個角色時，吉馬蒂表示，「阿列克希是個俄羅斯罪犯。俄羅斯人向來都可以當很好的反派。他有能力可以摧毀一切」。關於口音的部分，吉馬蒂說，「我的口音有些太做作了。我挺喜歡這樣，十分有趣」。
- 莎莉·菲爾德飾演梅·帕克：彼得的嬸嬸[7][23]。
- 坎貝爾·史考特飾演理查·帕克（英语：Richard and Mary Parker）：奧氏企業前科學家，彼得的父親[24]。
- 艾伯斯·戴維斯（英语：Embeth Davidtz）飾演瑪麗·帕克（英语：Richard and Mary Parker）：彼得的母親[24]。

此外，馬頓·索柯斯飾演雷文克勞夫精神病院的卡夫卡醫生。片中的卡夫卡醫生是男性，不同於漫畫中的女性設定。克里斯·庫柏詮釋奧氏企業的創始人兼哈利的父親諾曼·奧斯朋。B·J·諾瓦客串飾演艾拉斯托·史麥斯，奧氏企業的員工兼麥克斯的上司。丹尼斯·利瑞回歸飾演關已故的父親喬治·史黛西，片中彼得出於愧疚常常出現看見喬治的幻覺。柯瑞·柯曼、查理·德皮尤（Charlie DePew）、史蓋勒·吉桑達與雅各布·羅迪爾（Jacob Rodier）也回歸飾演關的家人海倫（Helen）、菲利浦（Philip）、霍華德（Howard）和賽門（Simon）。比爾·赫克（Bill Heck）飾演帕克夫婦所乘飛機的副駕駛。原著漫畫的作者之一史丹·李在片中客串飾演畢業典禮的來賓，他是現場唯一一位注意到彼得迅速換下蜘蛛人裝的人，並指著彼得說：「嘿！我認識他」。在前作中飾演「陰影中的神秘人」的麥可·麥西回歸出演該片，該角的名字在片中揭曉：葛斯塔夫·費爾斯／先生。艾迪·布萊恩特客串飾演一名打扮成自由女神像的女人。J·D·華許在片中飾演賈林博士（Dr. Jallings），介紹電池的YouTube影片的主角。

## 製作

### 籌備與選角

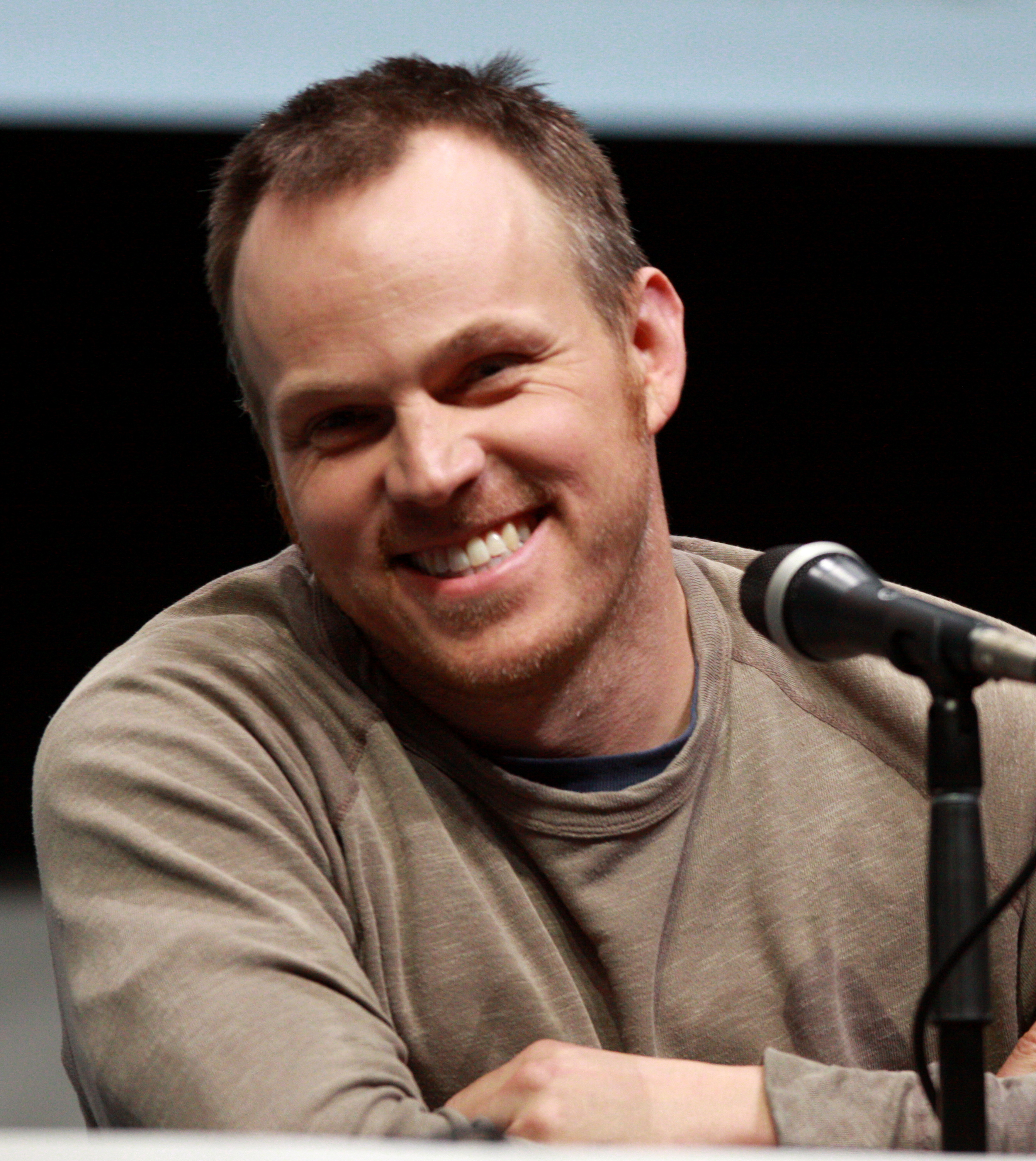
《蜘蛛人：驚奇再起》（2012年）的導演馬克·偉柏回歸執導該片

2011年3月下旬，《蜘蛛人：驚奇再起》的編劇詹姆斯·范德比爾特回歸為續集撰寫初期劇本草稿。2012年4月下旬，據報導，傑夫·賓克納、亞歷·庫茲曼與罗伯托·奥利奇將根據范德比爾特寫的草稿編寫劇本。片中的反派在《蜘蛛人：驚奇再起》中已有預告。《蜘蛛人：驚奇再起》的導演馬克·偉柏表示這部片會進一步闡述彼得·帕克／蜘蛛人的背景故事。2012年6月，韋布表示他不確定是否會回歸執導續集，而飾演蜘蛛人的安德魯·加菲爾德則在《蜘蛛人：驚奇再起》上映前几天表示自己有意續演續集。
2012年7月底，在山姆·雷米執導的《蜘蛛人三部曲》中飾演《號角日報》的總編輯J·喬納·詹姆森的演員J·K·西蒙斯表示，他對於在《蜘蛛人：驚奇再起》續集中回歸飾演詹姆森抱持開放態度，但最後並沒有發生。2012年9月28日，索尼宣布韋布將繼續擔任續集的導演，加菲爾德確定回歸，而飾演關·史黛西的艾瑪·史東則正在和片商洽談有關出演續集的事宜。2012年10月，電光人將是該片反派的消息傳出，傑米·福克斯正與片商洽談該角色，之後於同年12月正式簽約。
2012年12月3日，韋布宣布戴恩·德哈恩將飾演哈利·奧斯朋。據《好萊塢報導》指出，在德哈恩確認為哈利的演員前，山姆·克拉弗林、埃迪·雷德梅尼、道格拉斯·布斯與波伊德·霍布魯克等人都曾為該角試鏡，而德哈恩、阿爾登·埃倫瑞奇和布拉迪·科貝特則是最早一批人選。2012年12月10日，在前作飾演班·帕克的演員馬田·辛自揭將再次出演。保罗·吉亚玛提於2013年1月開始與片商洽談，於隔月與科魯姆·費奧瑞同時加入劇組。費莉絲蒂·瓊斯表示她會在片中飾演一名秘密角色。同年2月27日，克里斯·庫柏簽約飾演諾曼·奧斯朋。5月20日，據報導，馬頓·索柯斯將出演該片。
2012年10月12日，雪琳·伍德莉有意在片中飾演瑪莉·珍·華生（彼得在漫畫中的另一位女友），並因此與片方進行討論。她的戲份僅有一點點，花了1、2天拍完。瑪莉·珍是彼得的新鄰居，與彼得和關有對手戲。6月中旬，瑪莉·珍的戲份被剪掉，韋布表示此舉是為了「濃縮劇情並將焦點保持在彼得和關的感情上」。對此，伍德莉起初難以接受，但後來還是釋懷。

### 編劇
執筆劇本的庫茲曼與賓克納在幕後講評中表示：「彼得正在長大，我們想創作更加成熟的故事，想講述一個關於如何從少年成長到青年的故事。」開場有關彼得父母的橋段是最早編寫的，因為兩人覺得第一集對彼得的背景故事介紹過少。兩人採用日本電影《羅生門》（1950年）的觀點，將前作開場中彼得的視角轉換成彼得之父理查的視角。彼得在唐人街餐館外和關分手的橋段在編劇眼中非常重要，經過無數次重寫和修改。彼得和關躲進奧式企業總部置物間的浪漫橋段一度因為片長問題被刪去，兩人表示：「由於彼得和關的愛情是全片的核心，少了這段真的會覺得有所損失。」
片中哈利與電光人打交道的橋段在後期才加入電影中。電影末段，關趕到發電廠支援彼得的橋段在後期也經過增寫和補拍，庫茲曼與賓克納表示，他們想要強調「彼得知道關會再次陷入危險」和「關自己做出了選擇」，把情感明確地呈現出來，讓觀眾比較能接受結局中關的死亡。片尾哈利與神秘人在雷文克勞夫精神病院會面和有關神秘人的橋段也是額外加入的，編劇把它當作「一個開放性的結尾」。電影的最後一幕是彼得走出關之死帶來的悲痛、重新穿上蜘蛛裝，編劇在此橋段費了不少心思，而「另一個結局」曾是其中一個收尾的方案。
結局中，關在鐘塔的死亡取自漫畫《驚奇蜘蛛人》#121、#122的故事線「關·史黛西死去的那晚」（1973年），和原著相同，關是被綠惡魔害死的，而且鐘塔顯示的時間也一模一樣。此外，片中關穿的服裝與漫畫雷同，因此在拍片時就有目擊者猜測電影裡關可能會死。編劇一開始在構思時，沒有把握這是不是個正確的決定，但在漫畫原著中，關的死對彼得有至關重要的影響。關的演員史東說，「這件事必須發生，（......）雖然我私心希望彼得和關之間的關係不要這麼煎熬。這個橋段美得令人屏息，感覺起來是個正確的選擇」。電影上映後，導演韋布在受訪時表示，這個結局的確讓許多觀眾震驚且難以置信。

### 拍攝
2013年2月4日，導演韋布在推特上宣布該片的主體拍攝正式開始。《蜘蛛人驚奇再起2：電光之戰》由丹·明德爾掌鏡，並採用35毫米膠片搭配變形鏡頭拍攝而成。片商索尼表示，該片是首部全片都在美國紐約州取景的蜘蛛人電影，州長安德鲁·库默也稱該片是該州史上最大規模的製片工程。同年6月25日，韋布在推特上宣布該片殺青。
片中的飛車追逐橋段原本要在曼哈頓市中心拍攝，但出於法律規定的速限問題，劇組將取景地改為羅徹斯特，因為紐約上州一帶的行車速限較為寬鬆。為了在羅徹斯特進行為期10天的拍攝，製片商哥倫比亞影業組了一個有200人的劇組。製片人也在羅徹斯特當地找了250位電影製作人員和150位演員。重要的橋段多半在羅徹斯特大街上拍攝，到了後製階段再透過特效修改成紐約市的樣子。在3月中旬，報導稱劇組計劃於逾越節假日前後在布魯克林的威廉斯堡取景。此舉引起了部分人的不滿，他們批評劇組無視人文風情，且可能造成停車問題。片方決定與當地社區合作，並同意調整拍攝日程。
奧氏企業大樓的橋段在曼哈頓的赫斯特大樓拍攝。此外，該片亦在曼哈頓的林肯中心和聯合廣場、布魯克林的布魯克林大橋公園，以及唐人街（餐館的橋段）取景。劇組在拍攝彼得在布魯克林大橋上用蜘蛛絲寫字的橋段時，附近正好有防水布干擾畫面，劇組只好在後期製作中以數位技術將它去除。片尾犀牛人大肆破壞的橋段在紐約蘇豪區和麥迪遜大道拍攝。
片中要用到片場的橋段在紐約州貝斯佩吉的格魯曼製片廠和黃金海岸製片廠（Gold Coast Studios），以及布魯克林的馬西軍火庫製片廠（Marcy Armory）拍攝。在片場裡，劇組在一座會搖晃的平衡台上搭建飛機的布景，用以拍攝電影開場的飛機橋段，並稱它為「烤肉架」。

### 設計與特效
在設計方面，導演馬克·偉柏表示從第一集的觀眾反應中得到教訓，因此片中蜘蛛人的服裝、面具和蜘蛛絲噴射器都經過修改。韋布希望蜘蛛裝能更貼近漫畫，於是將蜘蛛裝的藍色改深，並將面罩的眼睛部分放大並改成白色。另外，劇組在蜘蛛人的部分肢體動作中加入了「巴斯特·基頓式的肢體幽默」。
索尼圖形圖像動作公司負責設計該片的特效。片中的數位特效（如蜘蛛人與電光人在時代廣場的打鬥）花了一年完成。時代廣場的橋段是在黃金海岸製片廠用綠幕技術（演員先在綠幕前拍片，劇組接著在後製時用用特效製成的背景取代綠幕）拍攝而成的。為了在後製中建構時代廣場，劇組用上了36,000張時代廣場的照片。

電光人

電光人的設計取材自漫威漫畫《終極系列》，並為了符合現代感而不直接採用漫畫中經典的黃、綠服裝。從電光人的膚色能看出他的情緒，如紅色就代表憤怒。電光人的外觀是用化妝和電腦合成影像（CGI）打造。飾演電光人的演員占美·霍士每天都花上4.5個小時讓化妝師將21塊矽氧樹脂貼在他身上，並稱化妝的感覺「就像被浸在藍色蠟裡」，並認為那是飾演該角最困難的部分。他發出的電光的樣子參考自極光、美國中西部的雷暴、發光生物和星雲。導演韋布在電光人的頭部側面設計了一個電表，編劇指出，這是在為電影結尾電光人因電量超載而炸死的情節埋伏筆。
另一方面，丹·德翰為了飾演成為綠惡魔後的哈利，花了3.5個小時化妝，接著又花上1個小時穿上綠惡魔的裝備。這套裝備不僅重達50磅（23），內部還很熱，讓德翰瘦了許多。片中犀牛人的戰甲是用CGI做出來的。全片共有1,600個特效鏡頭。這些鏡頭原本是以2K解析度的格式來製作，後轉換成更清晰的4K解析度。由於技術的進步，劇組這次不用像在拍前作時直接用3D格式拍攝，改為在後製階段使用全新3D轉製技術將全片轉成3D，免去拍片時的技術限制。

### 音樂
2013年7月20日，韋布宣布漢斯·季默將負責譜寫該片的配樂，取代前作的詹姆斯·霍納。同年10月25日，菲瑞·威廉斯告訴《告示牌》雜誌他將與季默協力創作配樂。韋布、季默、威廉斯、強尼·馬爾、麥克·艾因席格與前舞韻合唱團成員大衛·A·史都華組了一個六人配樂團隊。最終，史都華並未參與配樂作業，而配樂團隊的成員也換成威廉斯、馬爾、艾因席格、Junkie XL、史蒂夫·馬扎羅（Steve Mazzaro）和安德魯·卡瓦欽斯基（Andrew Kawczynski），合稱「輝煌六人組」（The Magnificent Six，參考自蜘蛛人漫畫裡的反派團隊邪惡六人組）。輝煌六人組負責協助季默進行配樂作業。
2014年3月31日，由肯卓克·拉玛和艾莉西亚·凯斯两人共同演唱的片尾曲《It's on Again》被上传至SoundCloud。韋布形容該曲「愉快且令人興奮」。此外，全世界有9個國家的版本附有當地的主題曲，包含中文圈地區。片中的配樂主要是搖滾樂，季默表示，「彼得是個才剛畢業的青年，如果他得聽音樂來抒發情緒，那麼他聽的不可能是理察·華格納和古斯塔夫·馬勒的曲子。他聽的肯定是搖滾樂」。劇組採用Auro 11.1混音技術處理該片的背景音樂，而片中出現的歌曲則採用杜比全景聲和杜比5.1環繞聲規格。《蜘蛛人驚奇再起2：電光之戰》的電影原聲帶於2014年4月22日由哥倫比亞唱片和麥迪遜門唱片發行，《It's on Again》也收錄其中。

## 上映
《蜘蛛人驚奇再起2：電光之戰》於2014年4月10日在英國倫敦的萊斯特廣場奧迪安電影院首映，並於同年5月2日在美國院線上映。美國電影協會（MPAA）以片中有「打戲和暴力場面」為由將電影評為PG-13級，意味著片中含有部分家長可能認為不適合13歲以下觀眾觀看的內容，建議家長需特別注意。

### 宣傳與市場行銷

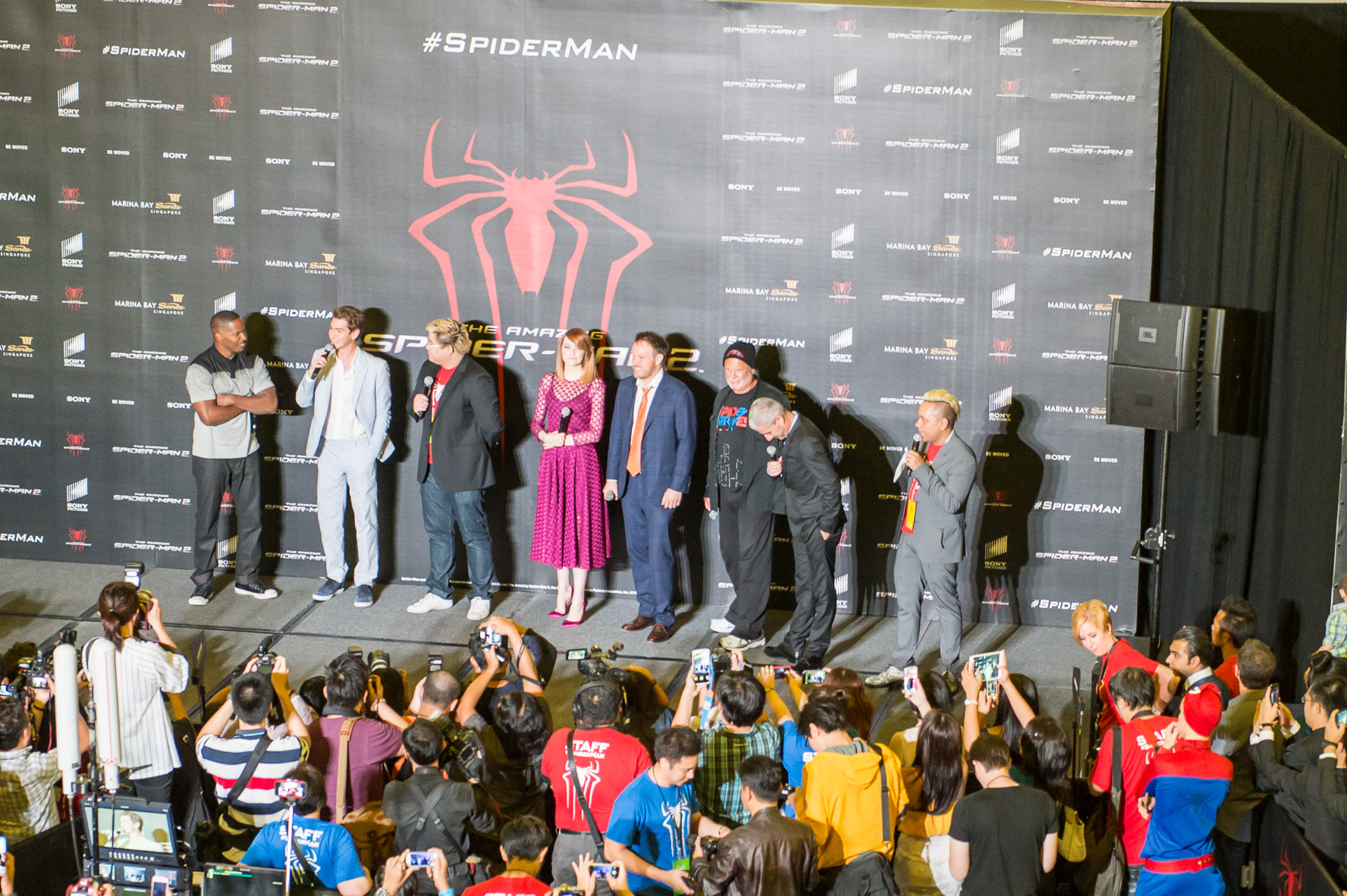
2014年，《蜘蛛人驚奇再起2：電光之戰》的班底前往新加坡，出席活動「地球一小時」的開幕式並宣傳該片

據Deadline.com報導，除了製片預算外，片方還花了1.8億至1.9億美元在宣傳該片上。《蜘蛛人驚奇再起2：電光之戰》在2013年聖地牙哥國際動漫展上有個專題小組。2013年7月17日，索尼在該展上展示了一段有關電光人的40秒片段。該片的首張官方海報於2013年11月底發布，而首支預告則於2013年12月隨著電影《哈比人：荒谷惡龍》在電影院放映。2月初，一支30秒的預告在第48屆超級盃上放映。2月底，片方又釋出了一支新預告。另外，片方也採取病毒式行銷的手法，在網路平台Tumblr上架設《號角日報》（蜘蛛人漫畫裡的一家報社）的網站。
2013年12月8日，據報導，該片的一支片段將在美國紐約市時代廣場的跨年慶祝活動上放映。2014年，《蜘蛛人驚奇再起2：電光之戰》的班底前往新加坡，出席世界自然基金會發起的「地球一小時」活動的開幕式，進一步宣傳了該片。2月17日，迪士尼消費者產品與互動媒體公司（DCPI）在美國國際玩具展覽會上宣布他們將生產該片的玩具。3月，Gameloft與漫威宣布他們將推出一款搭配該片的手機遊戲《蜘蛛人：驚奇再起2》。除了可用智慧型手機和平板電腦遊玩外，該遊戲後來也出了電子遊樂器和電腦版。該遊戲所獲評價整體而言褒貶不一。家樂氏推出了一款《蜘蛛人驚奇再起2：電光之戰》的遊戲App。片方也與礦泉水公司依雲合作宣傳該片。2014年4月1日，依雲推出一支名為（對應片名）的廣告，宣傳該公司的活動。NBC環球亦協助廣告該片。該片的廣告在NBC環球旗下的電視台美國精彩電視台、E!、USA電視台、Syfy、Telemundo電視台和mun2播送。
在院線版的片尾，有一段二十世紀福斯同年出品電影《X戰警：未來昔日》的橋段，讓許多觀眾誤認為蜘蛛人和X戰警的跨界電影即將推出。不過此舉其實是商業宣傳目的，二十世紀福斯原先基於片約不讓韋布執導索尼的《蜘蛛人驚奇再起2：電光之戰》，最後索尼以無償宣傳《X戰警：未來昔日》來換得同意。

## 迴響

### 評價

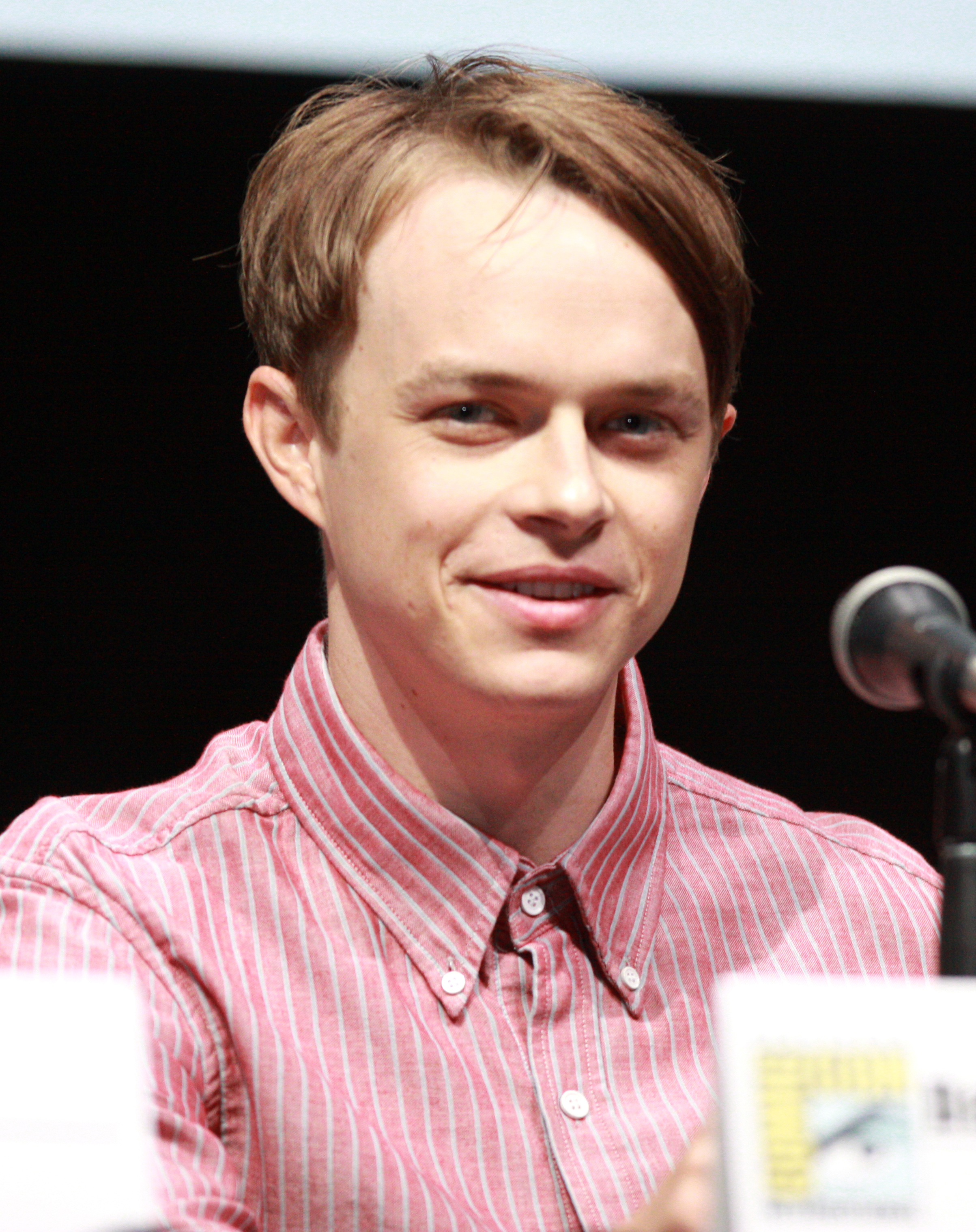
除了加菲爾德和史東外，飾演哈利·奧斯朋的戴恩·德哈恩的演技也廣受影評人讚譽

《蜘蛛人驚奇再起2：電光之戰》所獲評價整體而言褒貶不一。影評匯總網站爛蕃茄上收集的297篇專業影評文章中，有154篇給予該片「新鮮」的正面評價，「新鮮度」為52%，平均得分5.8分（滿分10分），該網站對電影的共識性評價寫道「雖然該片眾星雲集、特效一流，但卻有著劇情失焦和角色過多的問題」，而Metacritic則根據50篇評論文章，其中19篇予以好評，4篇差評，27篇褒貶不一，給予平均分53（滿分100），代表「正負評平均參雜」。據CinemaScore進行的調查，觀眾的平均評價於A+至F間落於「B+」。影評人主要批評該片的劇本、片長和過多的角色，不過安德魯·加菲爾德（飾演彼得·帕克／蜘蛛人）和艾瑪·史東（飾演關·史黛西）間的火花、戴恩·德哈恩（飾演哈利·奧斯朋）的演技、打戲、特效和漢斯·季默創作的配樂則廣受好評。眾影評人對飾演電光人的傑米·福克斯的評價有褒有貶。
《每日電訊報》的提姆·羅比（Tim Robey）表示，「這部由馬克·偉柏執導的蜘蛛人續集的反派實在太多了，所幸加菲爾德和史東間的火花挽回了大局」。《帝國雜誌》的金·紐曼（Kim Newman）給予該片3顆星（滿分5顆）的好評，稱讚該片「十分出色、驚險刺激、令人心碎且倒抽一口涼氣，結局也屬上上乘」。《舊金山紀事報》的影評人麥克·拉薩爾在影評中寫道「不只是兩位主演（加菲爾德和史東），其他演員的演技也都很好，這代表導演馬克·偉柏值得我們讚賞一番」。拉薩爾稱讚的演員包含德哈恩、福克斯、坎貝爾·史考特（飾演彼得之父）與艾伯斯·戴維斯（飾演彼得之母）等人。
《洛杉磯時報》的奧利佛·吉托（Oliver Gettell）評論道「片中劇情支線氾濫、反派數量過多，就算主演加菲爾德和史東竭盡全力讓這部片能打動人心也無力回天」。《數碼間諜》的賽門·雷諾斯（Simon Reynolds）批評片中「有頭沒尾」的劇情支線。影評人理察·羅珀給予該片「B+」的分數，並批評片中的反派和次要劇情線過多，不過表示「《蜘蛛人驚奇再起2：電光之戰》裡有許多好東西值得我們去期待下一集」。羅珀也對片中的特效予以讚賞，並表示「加菲爾德與史東演得還是比陶比·麥奎爾與克絲汀·鄧斯特（兩人在山姆·雷米執導的《蜘蛛人》三部曲中分飾蜘蛛人和蜘蛛人的女友）好」。《滾石》雜誌的彼得·崔維斯給出了2顆星（滿分4顆）的分數，認為該片「無法令人印象深刻且冗餘部分過多」。

### 票房
截至下檔日，《蜘蛛人驚奇再起2：電光之戰》在美國及加拿大地區共累積了2.028億美元的票房，加上來自其他地區的5.061億美元，全球票房共計7.089億美元，而其製片預算則是2億至2.93億美元。該片是2014年全球票房第九高的電影，但卻成為票房最低的蜘蛛人真人電影，至2024年仍是如此。據Deadline.com報導，該片共淨賺了7,038萬美元，名列「2014年最賺錢的前20部大片」名單上的第18名。

#### 北美地區
上映前，Box Office Mojo指出，現今的蜘蛛人電影的票房已不如以往，不過該片有著在5月的第一週上映的優勢，先前《復仇者聯盟》（2012年）和《鋼鐵人3》（2013年）兩部賣座超級英雄電影都挑在此一好時段上映。該片與兩部小規模上映的電影《姐姐我醉大》與《美麗·錯誤》同期上映，而其他還在院線的電影包含《婦仇者聯盟》和《美國隊長2：酷寒戰士》。外界預測該片在北美的首映週末票房約為9,100萬美元，而總票房則約為2.25億美元。該片透過週四（5月1日）的晚場進帳870萬美元。週五（5月2日），《蜘蛛人驚奇再起2：電光之戰》於4,324家電影院上映，是系列中上映電影院數最多的一部，後被《蜘蛛人：返校日》（2017年，4,348家）超越。截止至首映週末，該片共獲得9,160萬美元的票房，高出前作約3,000萬美元，並登上當週的票房冠軍。根據索尼的數據，首映週末的觀眾中男性佔61%，25歲以下佔51%，觀眾年齡層較其他典型超級英雄電影而言年輕。IMAX方面，該片共在353個IMAX大螢幕上映，進帳約930萬美元的票房，Box Office Mojo評論該成績「相當亮眼」。隔週，該片賺進3,550萬美元，比起上週下跌了61%，敗給新片《惡鄰纏身》排名第二。該片的票房下滑趨勢與《蜘蛛人3》（2007年，61.5%）相近。到了第三週，該片的票房又下跌了53%，票房1,680萬美元，排名第三。截止至下檔日，該片的北美總票房為2.028億美元。
| 上一届： 《婦仇者聯盟》 | 2014年美國週末票房冠軍 第18週 | 下一届： 《邻居大战》 |

#### 其他地區
上映前，外界預測該片在北美以外地區的票房約為4.8億美元。澳大利亞、德國、墨西哥、西班牙和英國等14個地區提前北美兩週上映，首週票房約為4,700萬美元。根據索尼的說法，該票房成績與前作差不多。其中，該片在英國（約1,500萬美元）、墨西哥（約1,110萬美元）、德國（約620萬美元）和澳大利亞（約520萬美元）排名當週票房冠軍。接著，意大利、日本、俄羅斯和韓國等地區提早北美一週上映，其首週票房共計6,720萬美元，其中票房前四高的地區為韓國（1,340萬美元）、俄羅斯（890萬美元）、意大利（650萬美元）和日本（520萬美元）。巴西、法國和中國大陸等地區的上映時間則與北美同週。到了5月底，該片在北美以外地區的票房已超越前作。
臺灣方面，該片於2014年4月23日上映，首日票房為新臺幣2,200萬元；首週五天票房為新臺幣1.25億元；次週票房累計至新臺幣2.1億元；第三週票房累計至新臺幣2.4億元；第四週票房累計至新臺幣2.59億元；第五週票房累計至新臺幣2.65億元；最終全臺票房為新臺幣2.68億元。
中國大陸方面，該片於2014年5月4日開始在11,002個大螢幕上映，打破當時的放映紀錄，並蟬聯兩週票房冠軍。截止至下檔日，《蜘蛛人驚奇再起2：電光之戰》共在中國大陸進帳約5.91億人民幣的票房。
香港方面，該片於2014年5月1日上映，恰逢五一勞動節假期，首映當天賺進956萬港幣，創下當地首映日票房新高，接著蟬聯兩週票房冠軍。截止至下檔日6月21日，該片的總票房約為5,469萬港幣，排名2014年香港十大最賣座非香港電影第3名，僅次於《變形金剛4：絕跡重生》（9,819萬港幣）和《美國隊長2：酷寒戰士》（5,655萬港幣）。
在印度方面，該片的首週票房經換算後為650萬美元，是當時印度首週票房最高的好萊塢電影。截止至下檔日，該片在北美以外地區共賺了5.061億美元。除了北美以外，該片前五大的市場分別為中國大陸（約9,443萬美元）、英國（約4,044萬美元）、日本（約3,025萬美元）、墨西哥（約2,846萬美元）及巴西（約2,486萬美元）。
| 上一届： 《分歧者》   | 2014年臺北週末票房冠軍 第17週至19週     | 下一届： 《哥斯拉》          |
| 上一届： 《同桌的你》 | 2014年中国内地一周票房冠军 第19週至20週 | 下一届： 《X战警：逆转未来》 |
| 上一届： 《魔警》     | 2014年香港一週票房冠軍 第17週至18週     | 下一届： 《哥斯拉》          |

### 榮譽
| 類別         | 頒獎日期      | 獎項                     | 獲獎或入圍者                  | 結果 | 來源            |
| ------------ | ------------- | ------------------------ | ----------------------------- | ---- | --------------- |
| 青少年票選獎 | 2014年8月10日 | 電影票選獎：科幻片       | 《蜘蛛人驚奇再起2：電光之戰》 | 提名 | [ 199 ]         |
| 青少年票選獎 | 2014年8月10日 | 電影票選獎：科幻片男演員 | 安德魯·加菲爾德               | 提名 | [ 199 ]         |
| 青少年票選獎 | 2014年8月10日 | 電影票選獎：科幻片女演員 | 艾瑪·史東                     | 提名 | [ 199 ]         |
| 青少年票選獎 | 2014年8月10日 | 電影票選獎：反派         | 傑米·福克斯                   | 提名 | [ 199 ]         |
| 青少年票選獎 | 2014年8月10日 | 電影選擇獎：最佳組合     | 安德魯·加菲爾德與艾瑪·史東    | 提名 | [ 199 ]         |
| ASCAP獎      | 2015年3月     | 最佳賣座電影             | 《蜘蛛人驚奇再起2：電光之戰》 | 獲獎 | [ 200 ] [ 201 ] |
| ASCAP獎      | 2015年3月     | 最佳電影/電視劇配樂家    | 漢斯·季默與「輝煌六人組」     | 獲獎 | [ 200 ] [ 201 ] |
| 兒童票選獎   | 2015年3月28日 | 最受喜愛電影             | 《蜘蛛人驚奇再起2：電光之戰》 | 提名 | [ 202 ] [ 203 ] |
| 兒童票選獎   | 2015年3月28日 | 最受喜愛男演員           | 傑米·福克斯                   | 提名 | [ 202 ] [ 203 ] |
| 兒童票選獎   | 2015年3月28日 | 最受喜愛女演員           | 艾瑪·史東                     | 獲獎 | [ 202 ] [ 203 ] |
| 兒童票選獎   | 2015年3月28日 | 最受喜愛動作片男演員     | 安德魯·加菲爾德               | 提名 | [ 202 ] [ 203 ] |
| 兒童票選獎   | 2015年3月28日 | 最受喜愛反派             | 傑米·福克斯                   | 提名 | [ 202 ] [ 203 ] |
| 土星獎       | 2015年6月25日 | 最佳漫畫改編電影         | 《蜘蛛人驚奇再起2：電光之戰》 | 提名 | [ 204 ]         |

## 家庭媒體
《蜘蛛人驚奇再起2：電光之戰》的數位下載版於2014年8月5日由索尼家庭娛樂推出，而DVD、藍光光碟和藍光3D光碟則於同年8月19日上市。該片的DVD和藍光光碟收錄有多項特別收錄，如劇組講評、刪減片段、「另一個結局」和片尾曲《It's on Again》的音樂錄影帶（MV）。在美國，該片的DVD和藍光光碟於發行首週分別賣出約50萬份和60萬份，排名當週第一。截至2019年4月，該片已在家庭媒體方面收穫了約4,807萬美元的收益。該片的4K解析度藍光光碟於2016年3月1日推出。此外，《蜘蛛人驚奇再起2：電光之戰》亦收錄在於2017年10月17日上市的《蜘蛛人電影套裝》中。該套裝內含5部蜘蛛人電影的4K解析度藍光光碟。

## 後續

### 續集取消
索尼希望該片能夠促成一個蜘蛛人宇宙的建立，進而與漫威電影宇宙抗衡。2013年，索尼宣布續集《蜘蛛人驚奇再起3》將由傑夫·賓克納、亞歷·庫茲曼與罗伯托·奥利奇回歸編劇，並於2016年6月10日上映；而《蜘蛛人驚奇再起4》則定檔於2018年5月4日。前兩作的導演馬克·偉柏和蜘蛛人的演員安德魯·加菲爾德表示他們只會拍到第三集，不會回歸第四集。韋布補充說，就算他會回歸也不會是當導演。演員保羅·吉馬蒂（飾演犀牛人）和克里斯·庫柏（飾演諾曼·奧斯朋）都將回歸出演《蜘蛛人驚奇再起3》。2014年7月，奧利奇為了拍《星際爭霸戰：浩瀚無垠》而退出劇組。《蜘蛛人驚奇再起3》將聚焦在彼得逐漸平復摯愛死去之痛上。2014年7月底，該片的上映日期被延至2018年，而《蜘蛛人驚奇再起4》的檔期亦往後推。2015年2月，在索尼與漫威影业宣布他們將合拍新的蜘蛛人電影後，《蜘蛛人驚奇再起3》和《蜘蛛人驚奇再起4》都遭到取消。

### 分拆電影
片中出現了猛毒（刪減片段）和邪惡六人組的線索，包含擺放在奧氏企業大樓的裝備，和哈利桌上的電影螢幕。另外當片尾名單出現並播放著片尾曲《It's on Again》時，只要觀眾用與索尼合作的音樂辨識軟體Shazam軟體進行搜尋，就能發現和邪惡六人組有關的隱藏彩蛋。在漫畫中是反英雄「黑貓」的費莉絲蒂·瓊斯也在片中作為諾曼的助手登場。
2013年12月中旬，索尼宣布，宣布猛毒和邪惡六人組的電影正在籌拍中，其中猛毒的電影由庫茲曼、奥利奇與艾迪·所羅門編劇，庫茲曼執導，定於2016年11月11日上映；而邪惡六人組的電影則由德魯·戈達德自編自導。2014年4月中旬，製片人艾維·亞拉與麥特·托馬赫表示，片中邪惡六人組的成員可能會與漫畫不同。2014年8月，索尼計劃於2017年推出一部由黑貓當主角的分拆電影，由麗莎·喬伊編劇。儘管索尼與漫威娛樂於2015年2月開始合作，分拆電影的製片作業仍繼續由索尼獨立進行。邪惡六人組的電影最後因《蜘蛛人驚奇再起2：電光之戰》票房不佳而取消，而其他分拆電影也於2015年11月全部遭到取消。
2016年3月，索尼決定重啟猛毒電影的製作，並宣布該片與漫威電影宇宙沒有關聯，將開啟新的電影宇宙「索尼影業蜘蛛人宇宙」。截止至2024年，該宇宙已有六部電影上映，依序為《猛毒》、《猛毒2：血蜘蛛》、《魔比斯》、《蜘蛛夫人》、《猛毒最終章：最後一舞》以及《獵人克萊文》，另有數個企劃正在籌備中。

### 漫威電影宇宙
2015年2月9日，索尼与漫威影业宣布，蜘蛛人将会出现在漫威电影宇宙中，并會推出一部獨立電影。索尼将依然拥有蜘蛛侠系列电影的的财务权、发行权以及最终创作权。6月23日，漫威和索尼官方确认汤姆·赫兰德将饰演蜘蛛人。赫兰德飾演的蜘蛛人先以一名配角的身份出现在2016年的《美國隊長3：英雄內戰》中，接著出演《蜘蛛人：返校日》、《復仇者聯盟3：無限之戰》、《復仇者聯盟：終局之戰》和《蜘蛛人：離家日》。
2020年10月，漫威工作室開拍《蜘蛛人：離家日》續集《蜘蛛人：無家日》。同年12月8日，Collider披露，包含本系列的蜘蛛人演員安德魯·加菲爾德在內的舊系列演員將會透過多元宇宙的設定再度回歸。在本片中飾演電光人的傑米·福克斯也將回歸，不過福克斯表示在他的角色在《蜘蛛人：無家日》中不會和本片一樣是藍色的。2021年2月，加菲爾德和麥奎爾回歸的傳聞被荷蘭否認，9月時加菲爾德也親自聲明自己沒有參與。《蜘蛛人：無家日》於2021年12月17日上映，原先否認不會在本片出場的加菲爾德和麥奎爾均在該片中重新飾演其系列的蜘蛛人，蜘蛛人平行宇宙世界观正式形成。

## 備註
1. ↑  關死亡的確切原因在片中並不明確，有兩種可能：重擊頭部或者是後背斷掉[7]。
2. 1 2  在「另一個結局」中，應已墜機身亡的理查到關的墳墓去找彼得，兩人談了一番。該版本收錄於家用媒體中[8][9]。

## 額外資料
- Bankston, Douglas. . American Cinematographer（英语：American Cinematographer）. June 2014, 95 (6): 54-58, 60, 62, 64-66, 68, 70-71 （英语）.ProQuest 2598162835

## 外部連結
- AllMovie上《蜘蛛人：驚奇再起2》的资料（英文）
- 互联网电影数据库（IMDb）上《蜘蛛人驚奇再起2：電光之戰》的资料（英文）
- Box Office Mojo上《蜘蛛人驚奇再起2：電光之戰》的資料（英文）
- 爛番茄上《蜘蛛人驚奇再起2：電光之戰》的資料（英文）
- Metacritic上《蜘蛛人驚奇再起2：電光之戰》的資料（英文）
- 開眼電影網上《蜘蛛人驚奇再起2：電光之戰》的資料（繁體中文）
- 时光网上《蜘蛛人驚奇再起2：電光之戰》的資料（简体中文）
- 豆瓣电影上《蜘蛛人驚奇再起2：電光之戰》的資料 （简体中文）